# كيفن غريفين
كيفن غريفين (بالإنجليزية: Kevin Griffin)‏ هو كاتب أغاني ومغني أمريكي، ولد في 1 أكتوبر 1968 في نيو أورلينز في الولايات المتحدة.

## وصلات خارجية
- كيفن غريفين على موقع ميوزك برينز (الإنجليزية)
- كيفن غريفين على موقع أول ميوزيك (الإنجليزية)
- كيفن غريفين على موقع ديسكوغز (الإنجليزية)